# Characodoma suluense
Characodoma suluense är en mossdjursart som först beskrevs av Soule, Soule och Chaney 1991.  Characodoma suluense ingår i släktet Characodoma och familjen Cleidochasmatidae. Inga underarter finns listade i Catalogue of Life.